# Bryaxis portalegrensis
Bryaxis portalegrensis é uma espécie de insetos coleópteros polífagos pertencente à família Staphylinidae.
A autoridade científica da espécie é L. W. Schaufuss, tendo sido descrita no ano de 1882.
Trata-se de uma espécie presente no território português.